# Хеннеберке, Франсискус
Франсискус Хеннеберке (нидерл. Franciscus Henneberke; 23 мая 1925 — 1 октября 1988) — нидерландский шахматист, международный мастер (1962).
В составе сборной Нидерландов участник 3-го командного чемпионата Европы (1965).